# Cultura Qijia
La culture Qijia (2200-1600 a. C., (齐家文化 Qíjiā wénhuà) que desplaza las antiguas fechas de referencia: 2400-1900. CHEN Honghai en  utiliza las fechas de 2300 y 1500 a. C., es la primera cultura del Neolítico final que hace la transición a la Edad del Bronce en China. Por lo tanto, se puede considerar una cultura de la Edad del Bronce. Se encuentra principalmente en Gansu, Qinghai oriental y Ningxia meridional. Johan Gunnar Andersson descubrió el primer yacimiento de Qijiaping (齊家坪) en 1923, mientras buscaba hacia el oeste los orígenes de la cultura Yangshao. Cronológica y culturalmente sigue y hereda la cultura Majiayao, una cultura que incluye objetos de cobre y bronce, la más antigua de los actuales territorios de China. Es en parte contemporánea de la cultura de Xiajiadian inferior en Mongolia Interior (2000-1400 a. C.).

## Localización

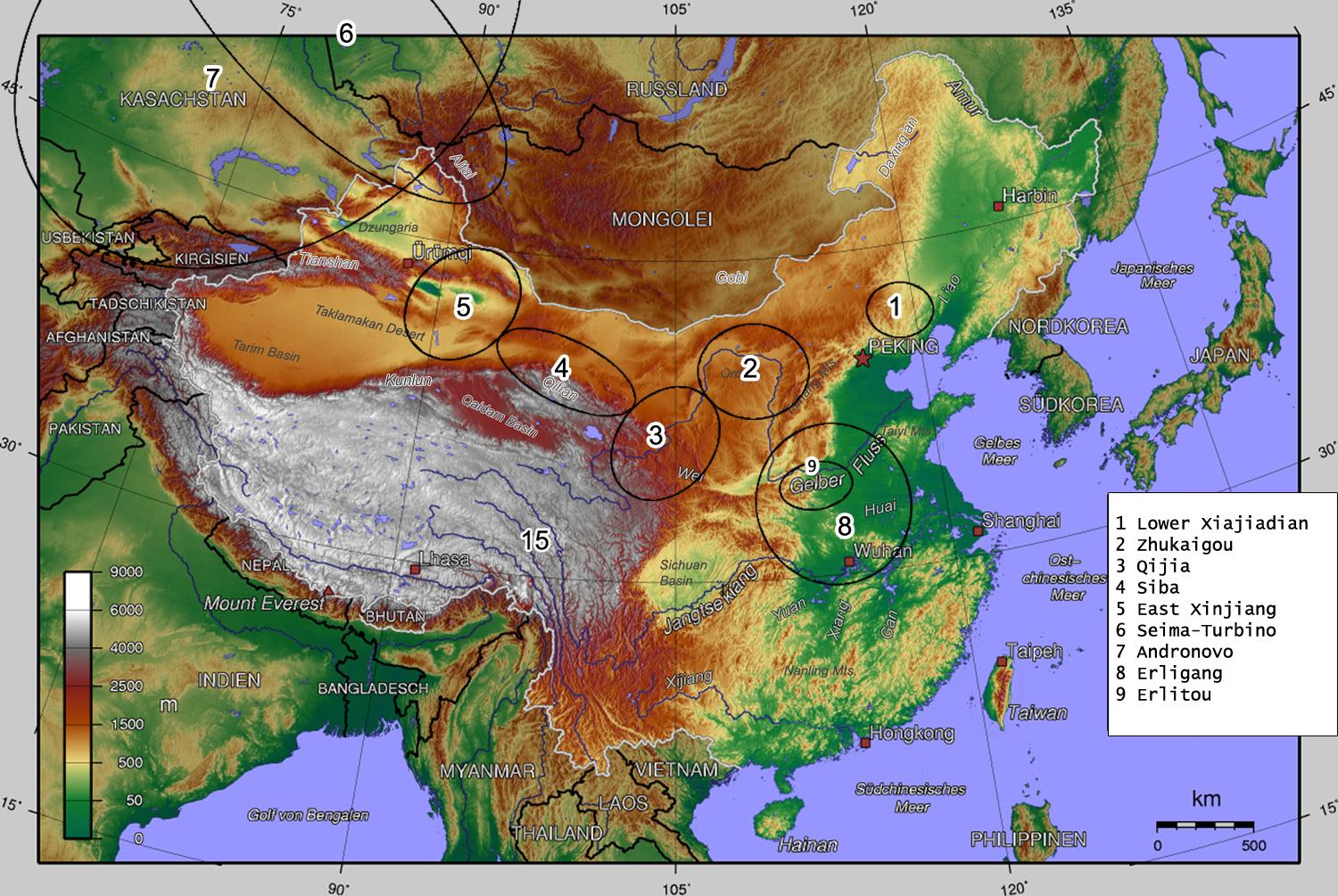
Del Neolítico a la Edad del Bronce en China y las estepas de Asia Central.

La culture de Qijia se localiza en el noroeste de China, principalmente en el alto valle del río Amarillo: en el este de Gansu, cerca de la ciudad de Lanzhou, pero también en el corredor de Hexi (Qijiaping), en el este de Qinghai y en el sur de Ningxia, en los márgenes meridionales del Tengger, con un clima cálido y seco que favorece la agricultura en altitudes cada vez mayores. Es una tierra de loess, regada por los afluentes del alto río Amarillo, limitada por el desierto de Tengger al norte y las montañas Qilian al sur

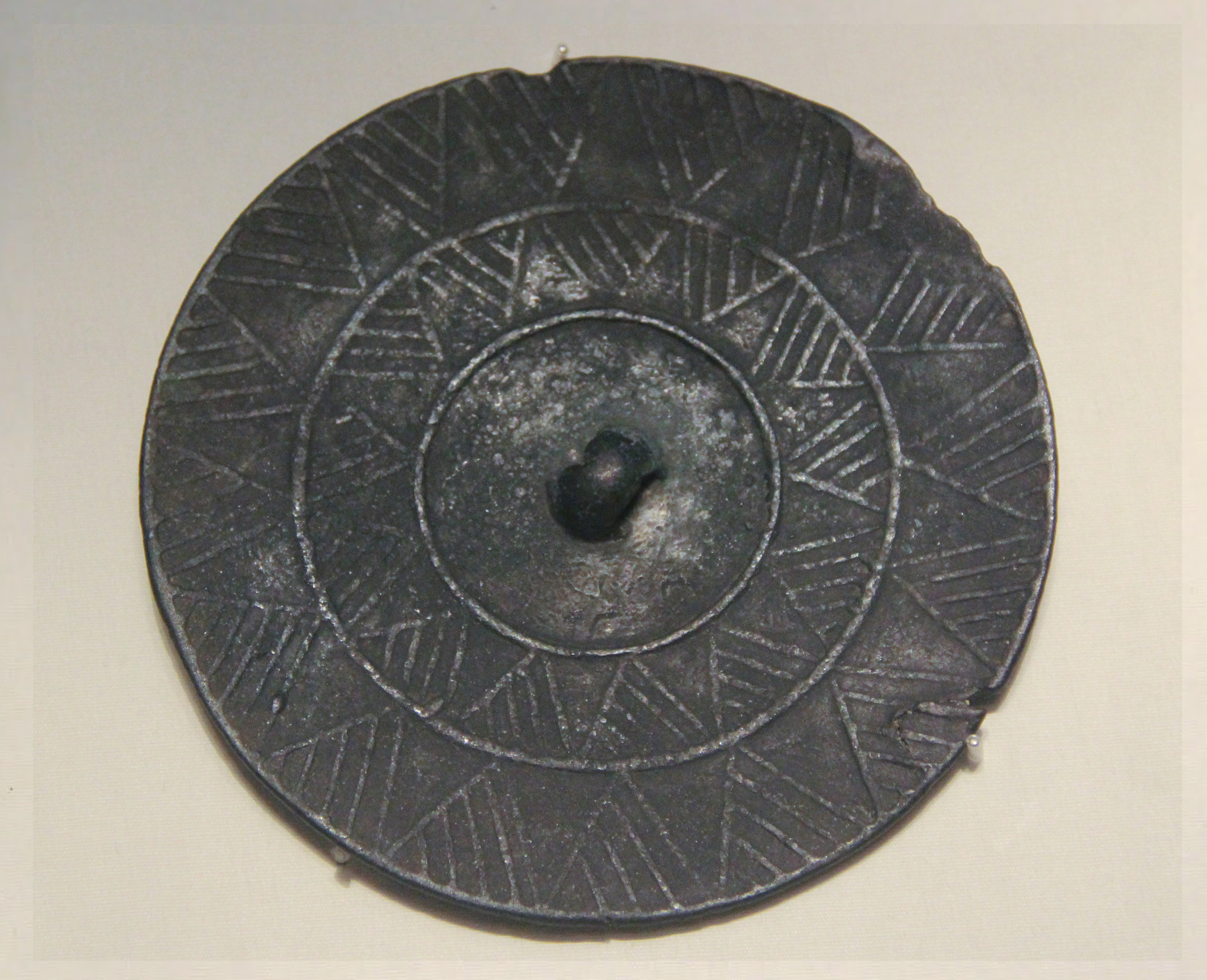
Espejo de bronce de tipo «estepario».

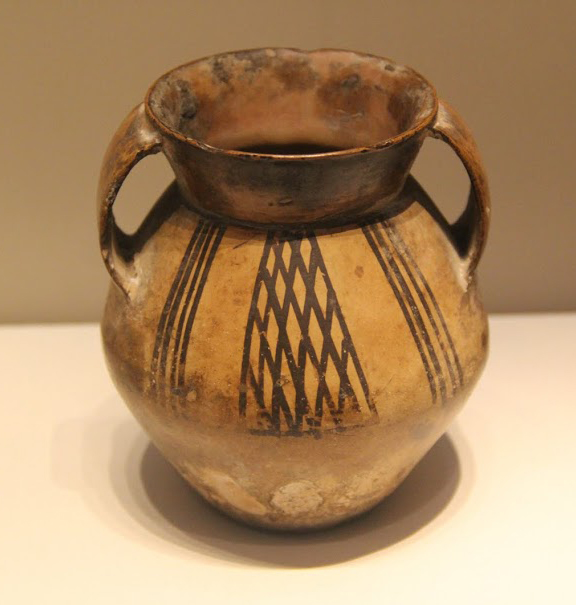
Jarra de dos asas típica de la cultura Qijia «nueva tradición», Cerámica pintada. Sitio de Qiaojiazhuang (Linxia-Lintao), Gansu. Museo Nacional de China, Pekín

Los sitios más importantes se encuentran en Gansu. En concreto, el yacimiento de Sizuiping (寺嘴坪) está situado en el Qin'an xian, Huangniangniangtai (皇娘娘台) en Wuwei, Dahezhuang (大河庄) en Yongjing, y Shizhaocun en Tianshui. Los yacimientos arqueológicos de Lajia (喇家） en el condado autónomo de Minhe Hui y Tu, Qijiaping (齐家坪  en el condado de Guanghe, Liuwan (柳湾) en el distrito de Ledu, y Qinweijia (秦魏家） en el Yongjing  son también yacimientos notables de la cultura Qijia. Los cuatro sitios más excavados en 1996 fueron Dahezhuang, Huangniang Niantai, Liuwan y Qinweijia.

## Una cultura del neolítico final

### Sedentarismo
Es heredera de la larga historia de las culturas neolíticas que se sucedieron en este territorio: las culturas Majiayao (3800-1900 a. C.) y, en particular, la fase Machang (马厂) de Majiayao (2500-1800 a. C.): dos largos periodos húmedos (2900-2700 y 2700-1940 a. C.) favorecieron el establecimiento de l cultura Majiayao en el este de Qinghai y del cultivo Qijia en el valle medio del río Huangshui (que pasa por Xining), Xian de Haiyan (Qinghai). Sin embargo, a este episodio húmedo le habría seguido un largo periodo seco, favorable al cultivo de cereales como el mijo.
Se trata, pues, de una economía sedentaria, basada en la agricultura: mijo, trigo y cebada (originarios de Asia Central) y una cría muy desarrollada de cerdos y ovejas en primer lugar, pero también de bueyes, caballos y perros. Parece que el agropastoralismo estaba poco desarrollado.ref>CHEN Honghai in Anne P. Underhill, 2013, p. 113</ref> También se cazan ciervos. También se utilizan cerdos y ovejas/cabras, ganado en general y algunos caballos como ofrendas en las tumbas.

## Relaciones con Siberia y Eurasia
La diversidad de cereales, el gran número de caballos, así como los cuchillos y las hachas de bronce, atestiguan las relaciones con las culturas de Siberia y Eurasia.Las pruebas arqueológicas confirman los primeros contactos entre las culturas Qijia y euroasiáticas: la cultura de Andrónovo.</ref> Se han encontrado más de cien objetos de cobre y bronce en al menos diez yacimientos Qijia, lo que supone un claro contraste con las culturas anteriores. En el primer período de esta cultura, los objetos son principalmente de cobre, pero ya se encuentran diversas aleaciones: el estaño disminuye el punto de fusión y da fuerza a la aleación. Estos metales se utilizan para fabricar pequeños objetos utilitarios como cuchillos y punzones, puntas de lanza y hachas. También se utilizan para fabricar objetos relacionados con el adorno, adornos de calidad como espejos de bronce decorados con formas de estrella en la cara del anillo de suspensión, pendientes y anillos de oro, pequeños adornos hechos con placas de bronce con incrustaciones de piedras finas, como la turquesa, trabajadas de forma similar a la encontrada en la cultura de Erlitou, durante el periodo Qijia Medio. Así, esta cultura lleva en sus objetos, tecnologías y formas la huella de las interacciones con poblaciones lejanas. En particular, la metalurgia del bronce tal y como se utilizaba en las culturas de las estepas euroasiáticas: los mangos de los cuchillos están formados, en su base, por un anillo típico de estas culturas euroasiáticas, por no decir de Asia Central, de hecho se trata principalmente de poblaciones originarias de lo que será Kazajistán, en particular la familia de las culturas de Andrónovo y las poblaciones de Seima-Turbino. En cuanto a la decoración de los espejos en forma de estrella, es de un tipo similar a los de Tianshanbeilu, en el este de Sinkiang.  En cuanto a la decoración de los espejos en forma de estrella, es de un tipo similar a los de Tianshanbeilu, en el este de Xinjiang. Junto a esta mayoría de testimonios de los contactos con las poblaciones occidentales, se encuentran también las placas decoradas, típicas de Erlitou (oeste de Henan), el uso de caracolas de jade, aunque fabricadas localmente con jade local, o cuando se coloca un disco bi, pero de piedra pulida, hacia la cabeza del difunto en una tumba, como en Laoniupo, cerca de Xi'an, atestiguan los intercambios con las culturas orientales de lo que llegó a ser China: Aquí son los objetos de prestigio como símbolos de estatus los que provienen de las tradiciones culturales de Oriente. La cultura Qijia parece haber servido de vía de paso para estas tecnologías y su uso, procedentes de Mongolia desde Asia Central, en objetos característicos hasta Sinkiang, ya que hay amplias pruebas de ello en el yacimiento de Tianshanbeilu, en el este de Sinkiang.
Se han encontrado Microlitos, puntas de flecha y raspadores en muchos yacimientos, especialmente en el corredor de Hexi, cerca de Wuwei, lo que indica prácticas de caza-recolección como las de sus vecinos de Siba.

## Cerámica
La cultura Qijia produce «cerámica artística». Las cerámicas están sin decorar o decoradas, a menudo con impresiones de cuerdas o cestería, pero algunas se distinguen por su decoración pintada de figuras geométricas limpias. Los alfareros elaboran grandes jarras (guan) con dos, a veces tres, asas y una amplia abertura o con un cuello alto (双大耳罐), casi todas con una base plana, así como copas con pie (dou) o trípodes (li, 鬲). Una cerámica de tipo he, de la cultura Qijia, y de 27 cm de altura, de esta parte en el texto anterior. Pero otra he, de la cultura de Kexingzhuang II, </ref> se ve desde el punto de vista de su particularidad de estar cubierto con una cúpula perforada. Y esta particularidad parece hacer que se trate de una copia de un vaso de broncea martillado, realizado, por tanto, en un contexto en el que el bronce es raro, y el hecho de que no se haya encontrado ningún ejemplo de este tipo provendría del hecho de este proceso de martilleo de una placa de bronce fina y de su rareza. Por lo tanto, el bronce podría haber sido trabajado a martillo para fabricar vasijas, mientras que esta práctica no se utilizó posteriormente en un contexto, el de China central, en el que el bronce se utilizaba en abundancia.

## Adivinación
La práctica de la «adivinación oracular», la escapulomancia, se practicaba allí, como en todo el norte de China en aquella época. Por otra parte, el asesinato de las esposas parece haber sido una práctica propia de esta cultura, pero importada de una rama de las poblaciones Seima-Turbino del Este, de las estepas de Eurasia en el Ob.

## Hábitat
La mayoría de los asentamientos Qijia están situados en terrazas frente a un río, con las montañas de fondo. Los principales lugares de Gansu son Sizuiping (condado de Qin'an), Huangniang Niangtai (Wuwei), Dahezhuang (Yongjing) y Shizhaocun (Tianshui). Se trata de sitios pequeños; Dahezhuang sólo mide 5,3 ha. Las antiguas excavaciones no se han conservado y las publicaciones son imprecisas, lo que dificulta mucho la investigación.
Algunas viviendas, a menudo orientadas al sur y más o menos rectangulares, están semienterradas, con un espacio habitable excavado en el suelo a veces 2 metros por debajo, al que se accede por una rampa. El espacio habitable está cubierto con un mortero de cal mezclado con paja y ramas, lo que reduce la humedad procedente del suelo, ya que este profundo espacio rectangular está rodeado por un amplio banco hasta las paredes. En las cuatro esquinas del espacio habitable, colocadas sobre el mortero de cal y calzadas contra el banco, cuatro postes sostienen el tejado. que se supone que desborda y protege así las paredes. De este modo, los postes están menos expuestos a la humedad. Estas viviendas sólo tienen una pequeña habitación (unos 10 m2 ) con una chimenea más o menos central. Además, en los pueblos de Qijia se han encontrado muchos círculos de piedra,25 , de unos 4 m de diámetro, con un vacío en el círculo que sugiere una "entrada", si es que se trata de una vivienda y no de un lugar de culto al aire libre. Su disposición regular entre las viviendas rectangulares parece indicar la antigua ubicación de tiendas circulares utilizadas por los nómadas, con las piedras sirviendo de anclaje. Todo el pueblo cuenta con pozos de almacenamiento distribuidos entre las viviendas, de aproximadamente 4 m de diámetro, con un hueco en el círculo que sugiere una "“entrada”", si es que se trata de una vivienda y no de un lugar de culto al aire libre. Su disposición regular entre las viviendas rectangulares parece indicar la antigua ubicación de tiendas circulares propias de los nómadas, las piedras les servían de anclaje. Todo el asentamiento cuenta con pozos de almacenamiento distribuidos entre las viviendas.

## Aparición del metal en el noroeste de China y el comercio con Eurasia
| Culturas                                                      | Fechas aproximadas a. C. | Fechas aproximadas a. C. |
| ------------------------------------------------------------- | ------------------------ | ------------------------ |
| Cultura del Xiajiadian inferior                               | 2000 - 1400              |                          |
| Culture de Zhukaigou sobre el desierto de Ordos               | 2000 - 1400              |                          |
| Cultura de Qijia                                              | 2200 - 1600              |                          |
| culture de Siba                                               | 1900 - 1500              |                          |
| Xinjiang del Este : sitio de Tianshanbeilu                    | 2000 - 1550              |                          |
| Seima-Turbino, convirtiéndose en culturas pastoriles nómadas, | 2100 - 1500              |                          |
| Andrónovo, devenues des cultures de pasteurs nomades          | 2100 - 1500              |                          |
| Erlitou                                                       | 1900 - 1500              |                          |
| Période d'Erligang                                            | 1600 - 1400              |                          |

## Culturas de transición de la Edad del Bronce en el noroeste de China: las formas

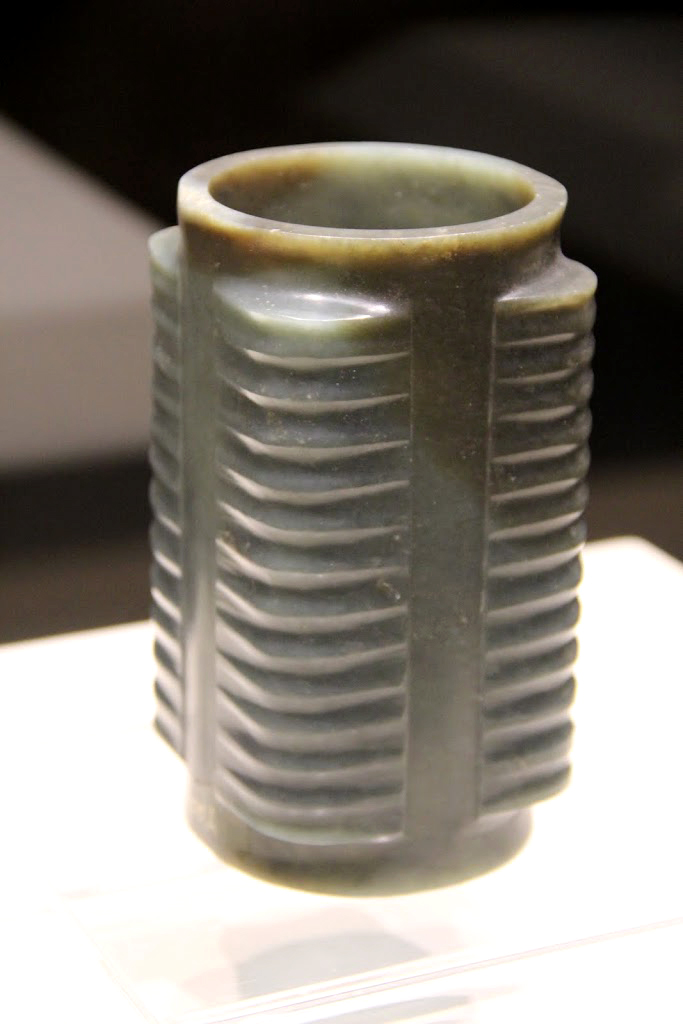
Jade de Qijia. Museo Provincial de Gansu, Lanzhou
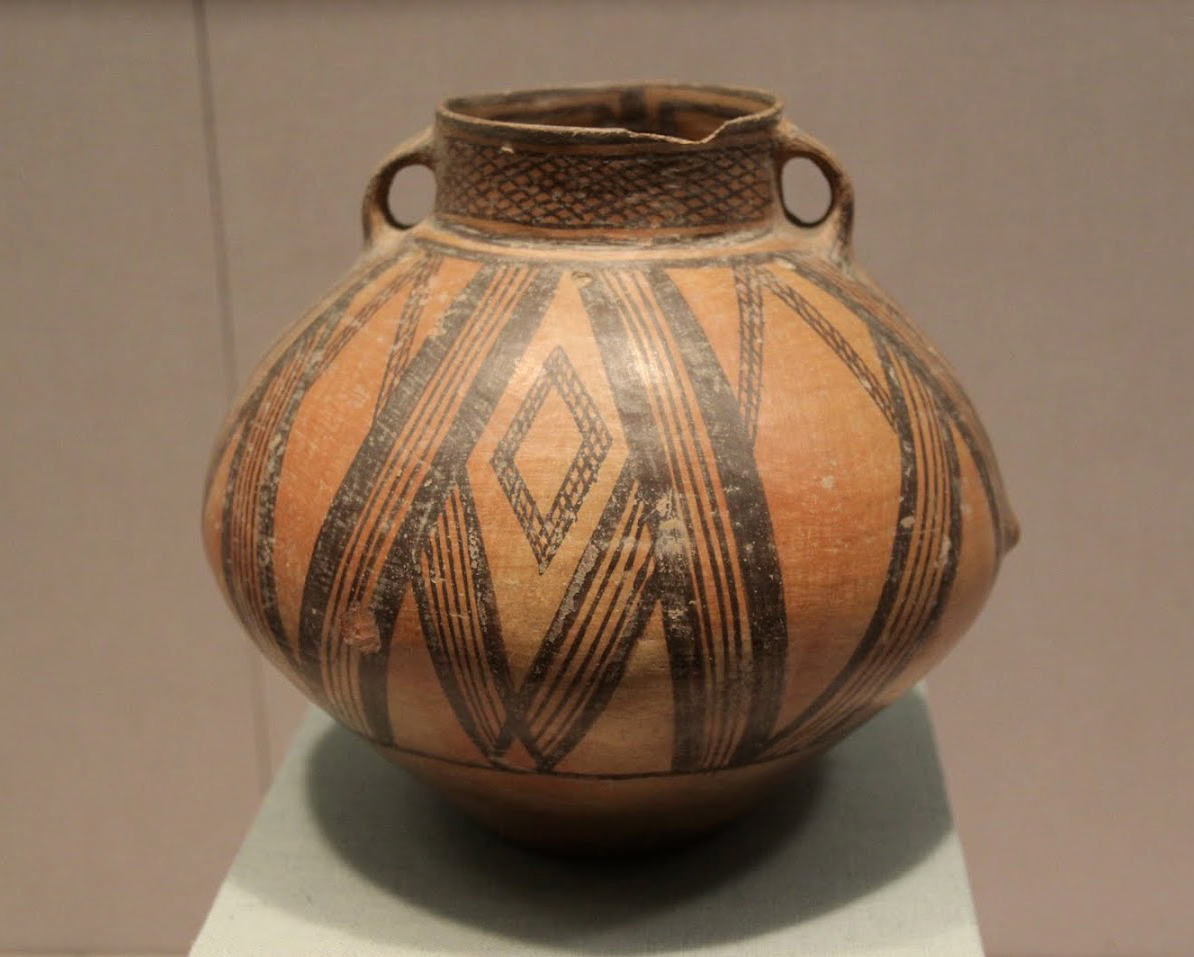
Jarra pintada del tipo guan. Qijia. Museo Provincial de Gansu, Lanzhou
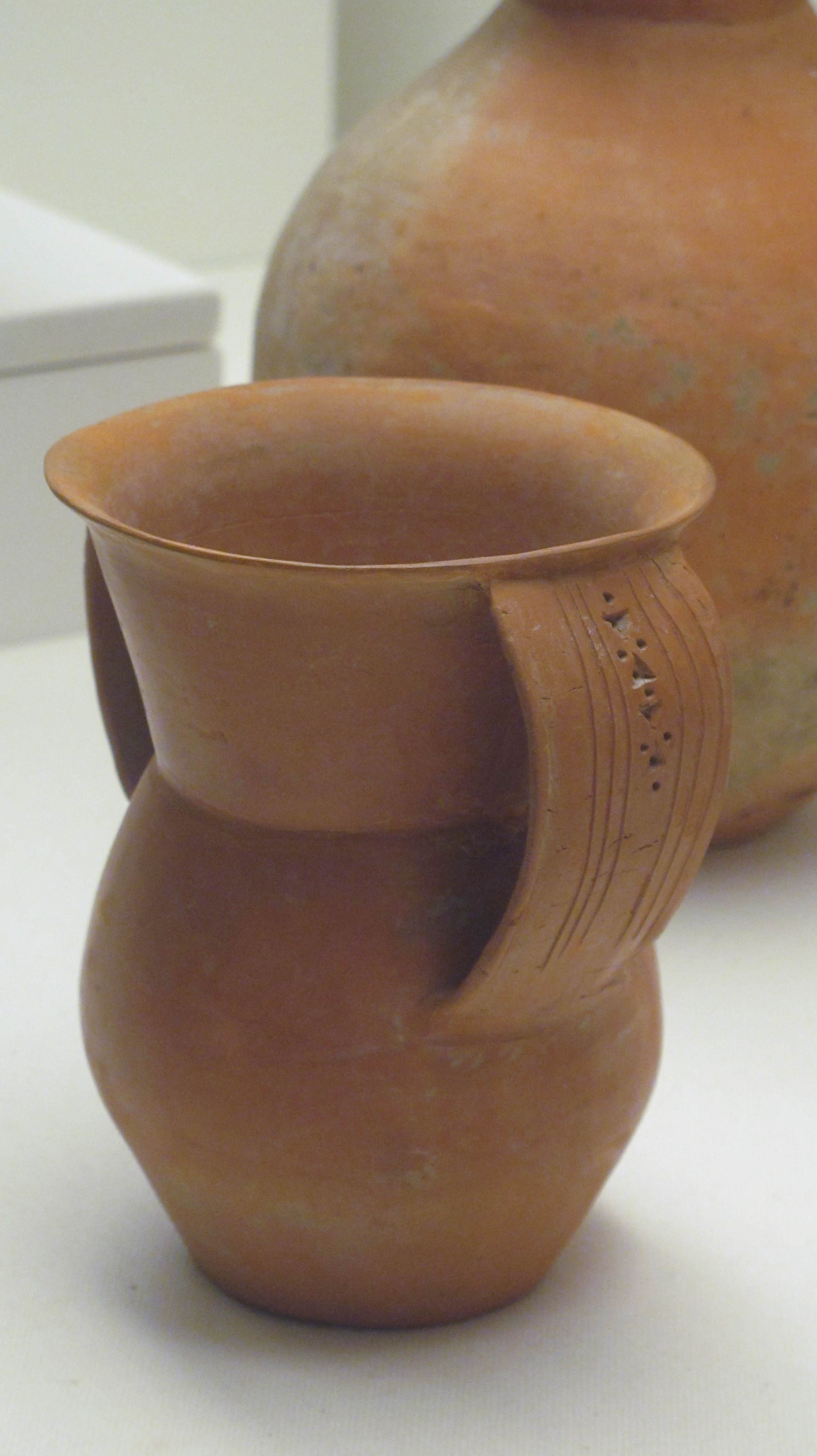
Jarra, arcilla roja, H. 12 cm aprox. Gansu o Qinghai. Qijia. 1500-1000. Museo de arte asiático de Berlín
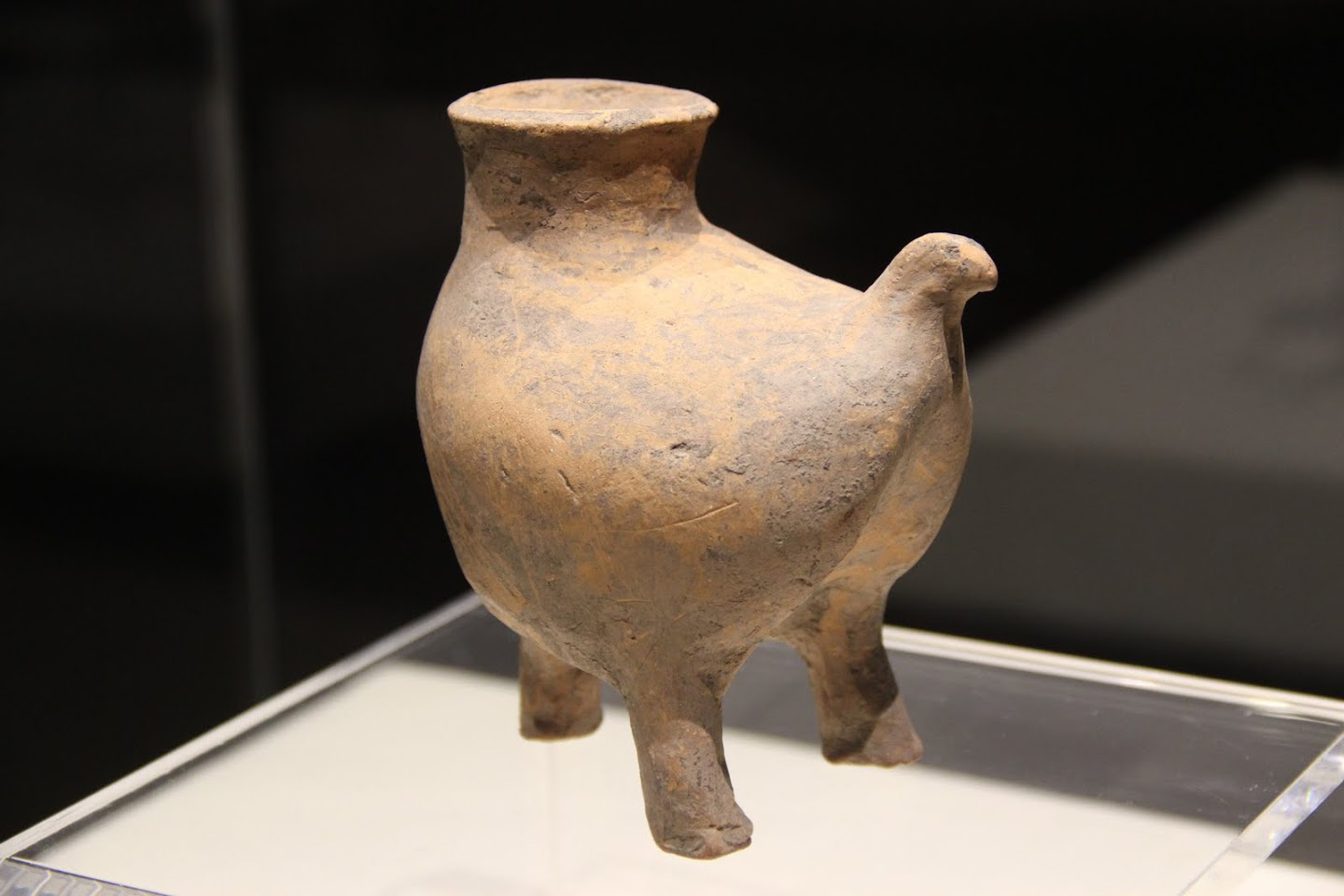
Vaso en forma de gallina (?). Qijia. Museo Provincial de Gansu, Lanzhou
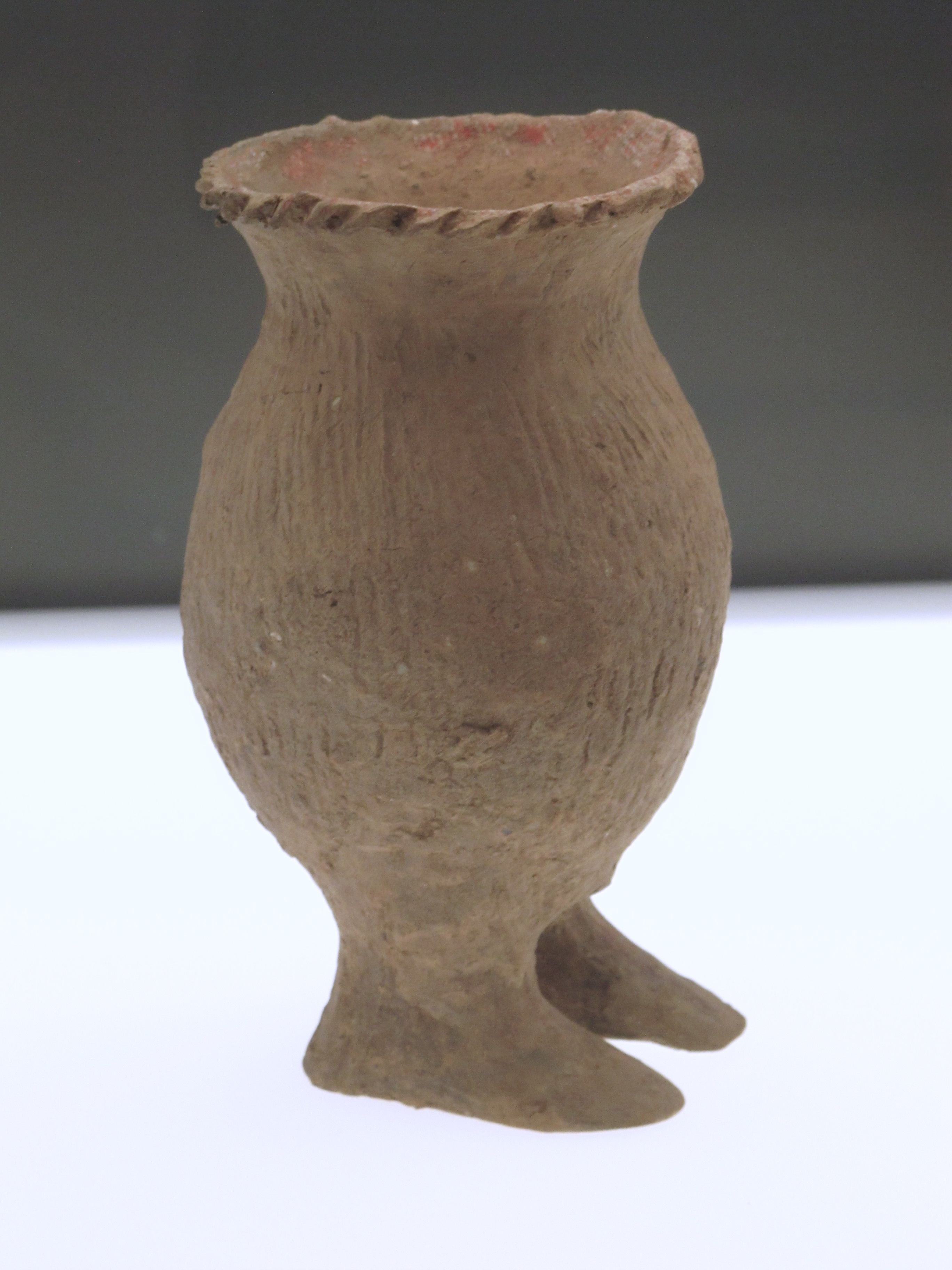
Pequeña jarra con dos pies humanos. Terracota, H 13 cm aprox. Qijia (?). Gansu o Qinghai, 2.º milenio a. C. Museo Rietberg, Zúrich,
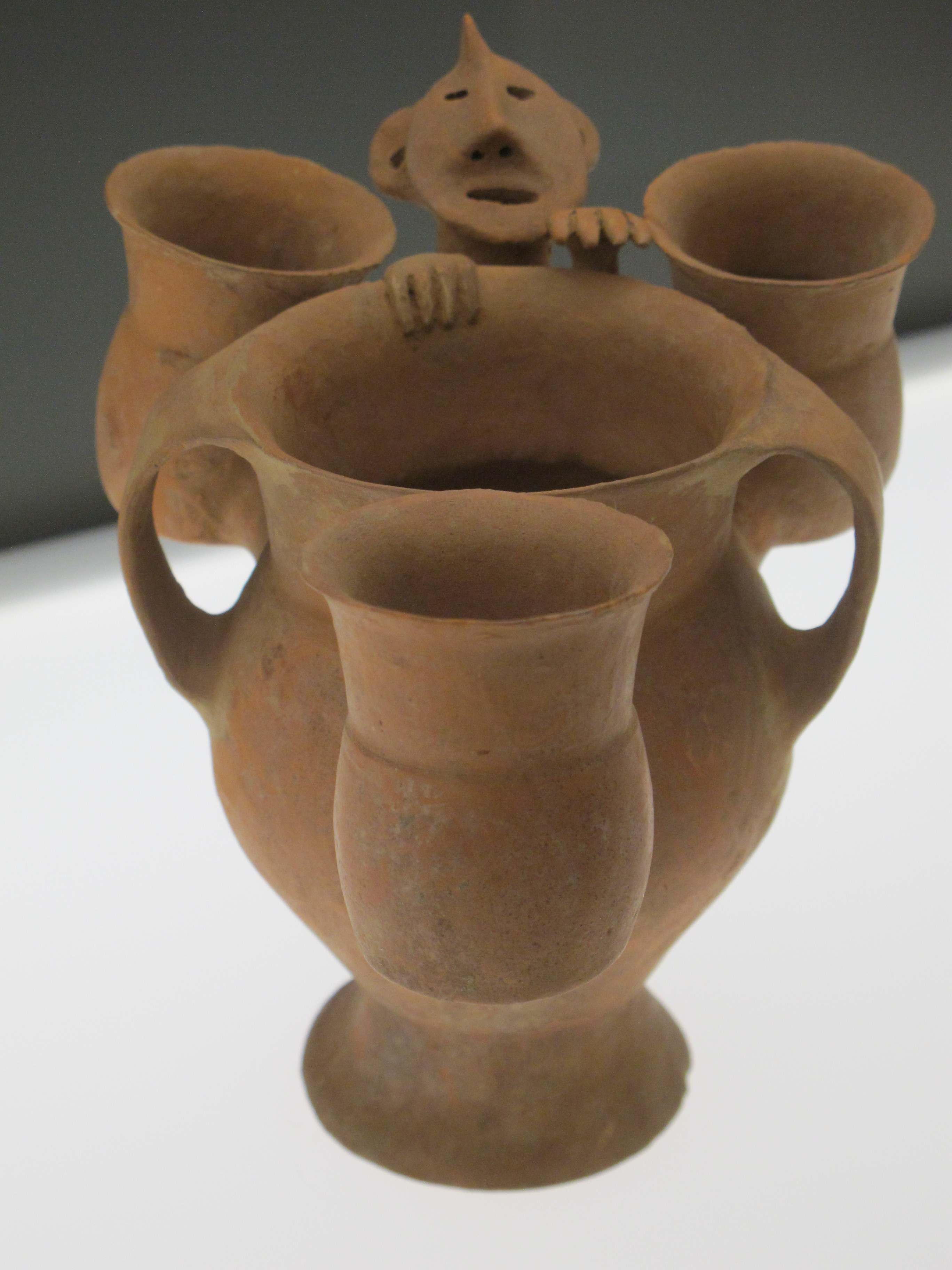
Pequeño frasco con un hombre aferrado. Terracota, H 13 cm aprox. Qijia. Gansu o Qinghai, 2.º milenio a. C. Museo Rietberg, Zúrich
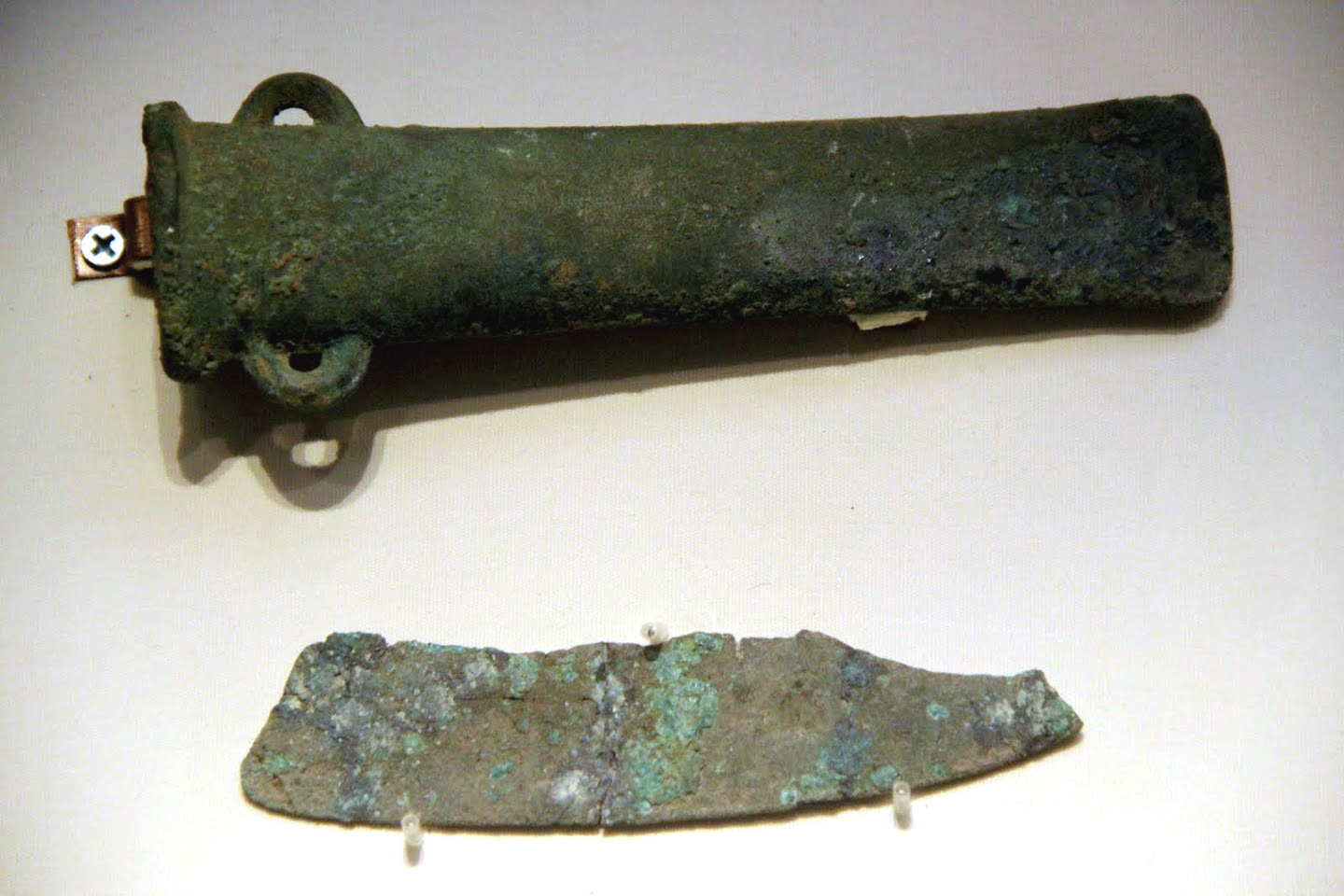
Hacha y cuchillo de bronce. Cultura Qijia, Gansu. Museo Nacional de Chin, Pekín
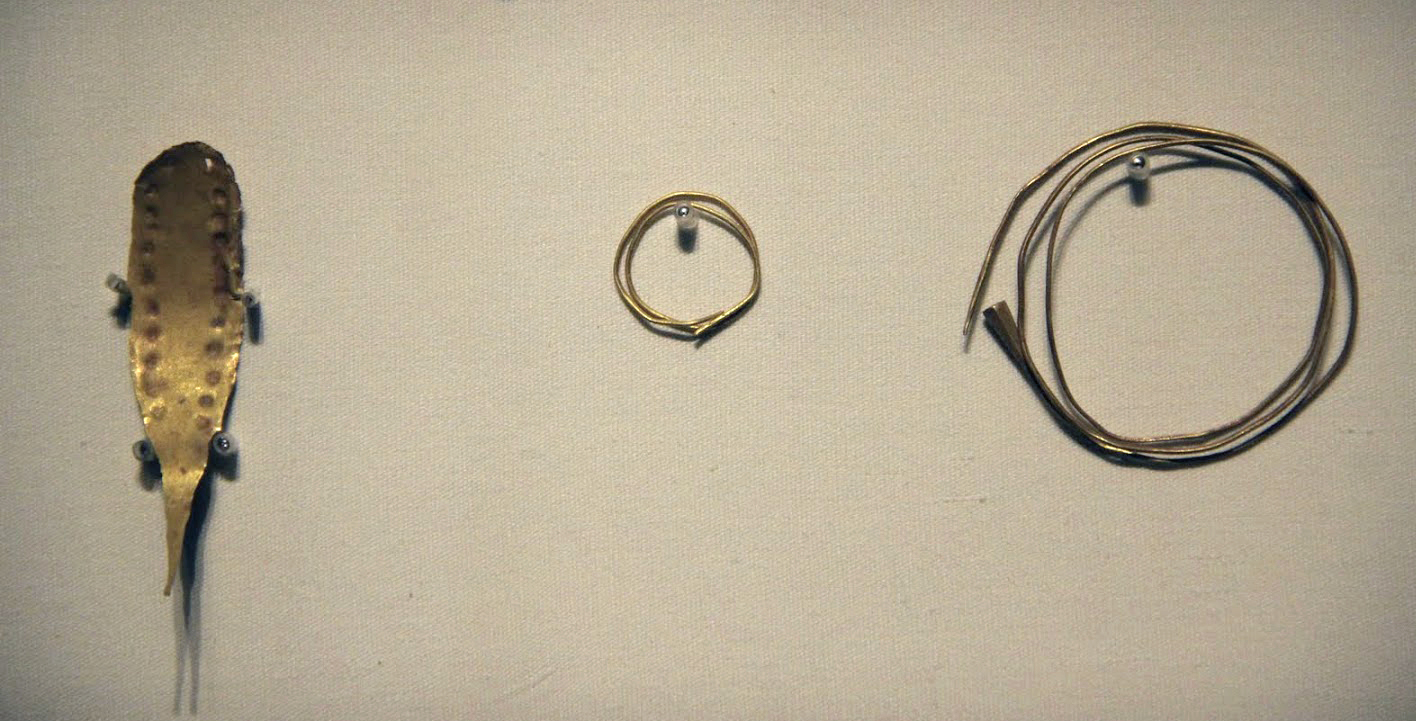
Pendientes de oro. Cultura Qijia, Gansu. Museo Nacional de China, Pekín
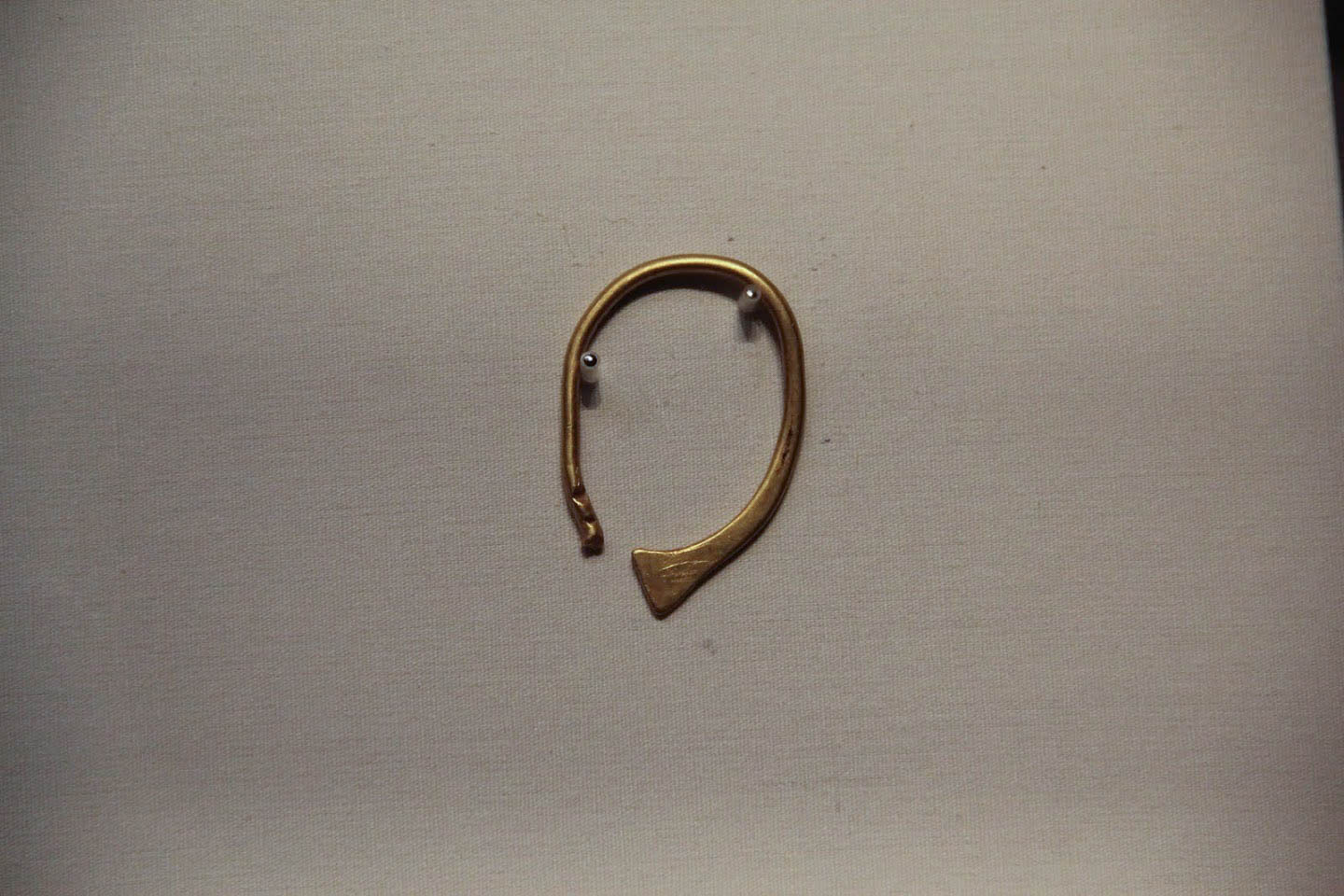
Pendiente de oro. Cultura Siba, Gansu. Museo Nacional de China, Pekín
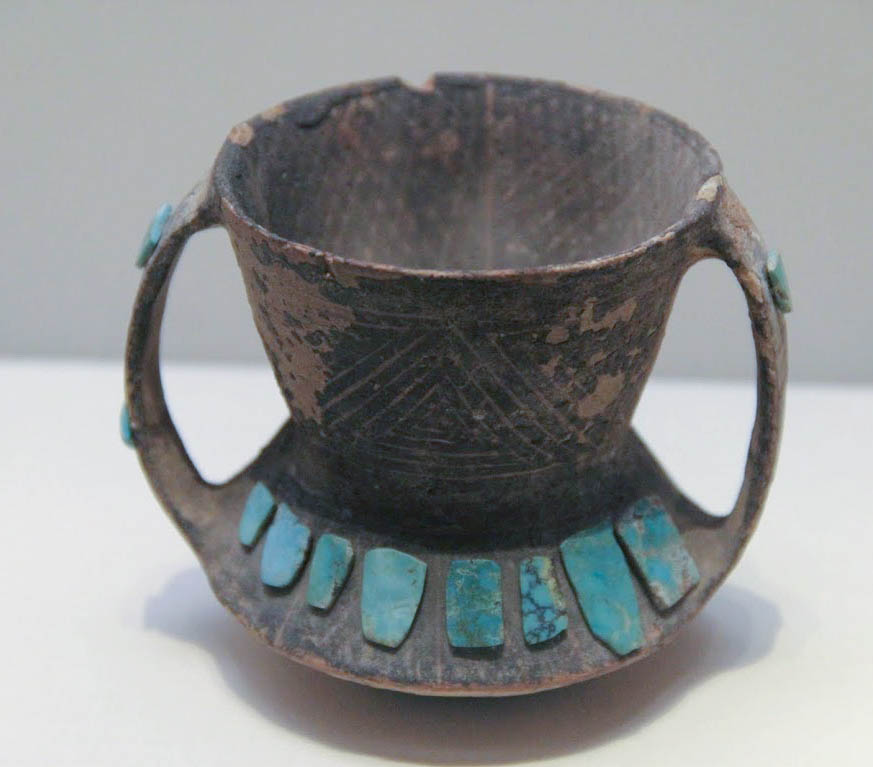
Pequeña jarra de terracota con incrustaciones de turquesa. Siba, Gansu. Museo Nacional de China, Pekín
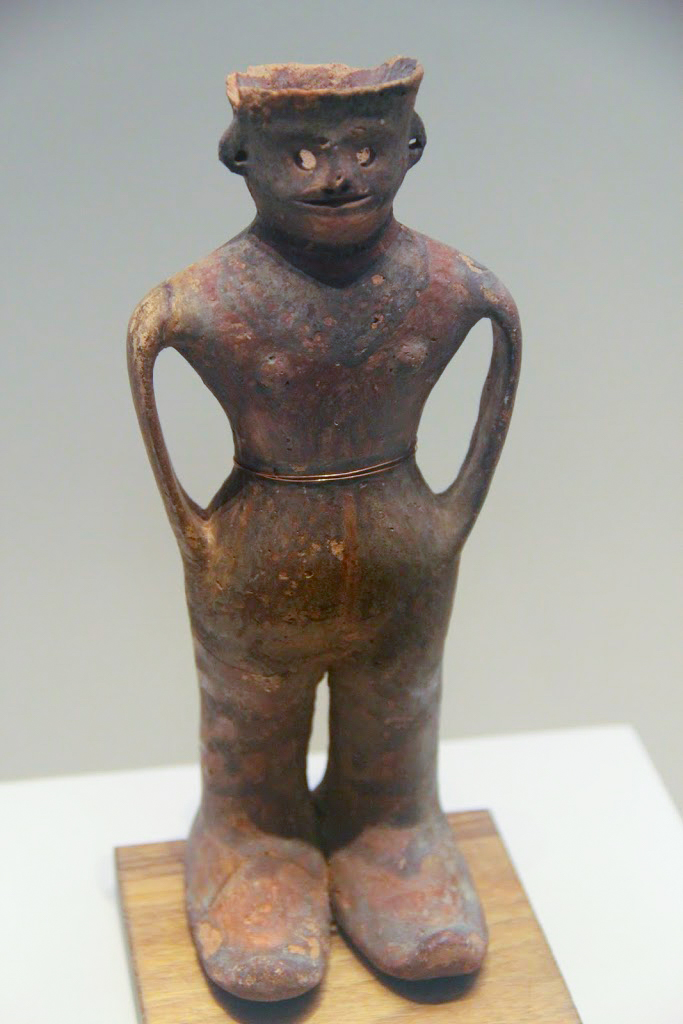
Cerámica pintada antropomorfa, Siba, Gansu. Museo Nacional de China, Pekín
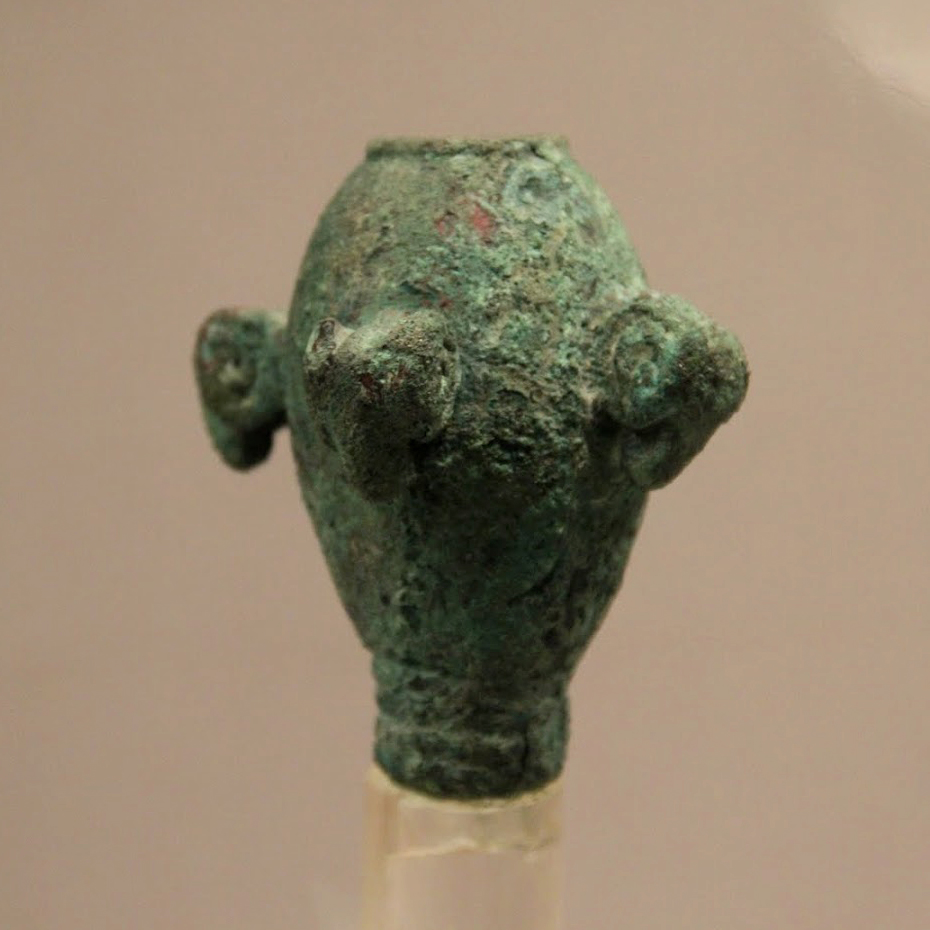
Maza de arma decorada con cuatro cabezas de carnero. Siba. Museo Provincial de Gansu

## Después de Qijia: culturas de la Edad de Bronce en Gansu-Qinghai

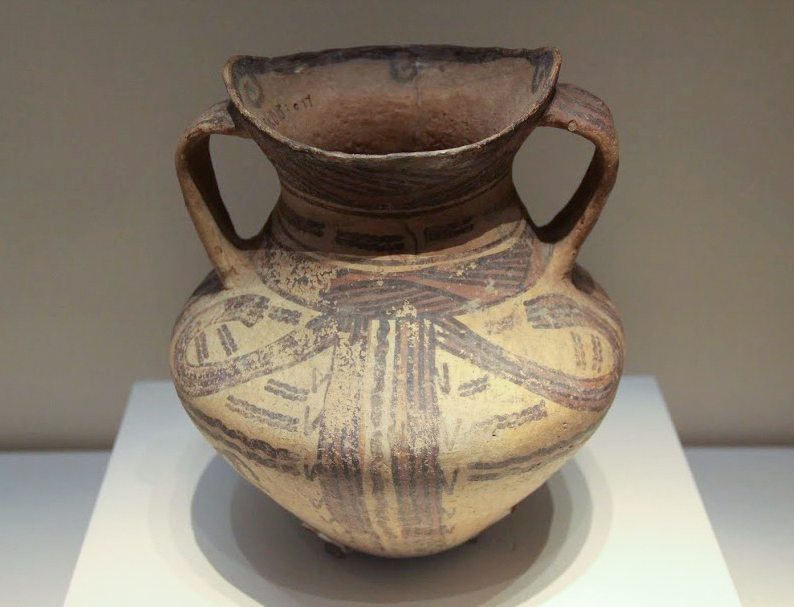
Jarra de dos asas pintada de la cultura xindiana. Huizui, Lintao, Gansu 1956. Museo Nacional de China, Pekín.

Durante el último período de la cultura Qijia se desplazó y su población se redujo. Pero dejó huellas en otras culturas hasta el siglo I d. C..